# Personaggi di Kenshin - Samurai vagabondo
Questa è la lista dei personaggi del manga e dell'anime di Kenshin - Samurai vagabondo, ideata da Nobuhiro Watsuki.

Tutti i personaggi di Kenshin nel trailer del gioco Rurōni Kenshin: Meiji Kenkaku romantan saisen

## Protagonisti

### Kaoru Kamiya
È la protagonista femminile del manga. Maestra di kendo, si innamora all'istante di Kenshin.

## Antagonisti

### Kihei e Gohei Hiruma
Due fratelli che all'inizio del manga cercano di derubare l'ignara Kaoru e ingaggiano Sanosuke per sconfiggere Kenshin.

### Kanryū Takeda
Un industriale giapponese che smercia oppio. Con l'aiuto di Megumi Takani e degli Oniwabanshu di Aoshi, diventa un uomo molto potente. Viene arrestato dopo che ha ucciso i sottoposti di Shinomori.

### Raijūta Isurugi
Maestro di spada corpulento e apparentemente molto forte. Sfrutta le ricchezze di un giovane benestante per mettere su un esercito che ribalti il governo.

### Saga di Shishio

#### Yumi Komagata
La fidanzata di Shishio. È talmente devota a lui che si lascia ammazzare pur di dargli un vantaggio nei confronti di Kenshin.

#### Sōjirō Seta
Il più forte delle Dieci Spade. Fedelissimo di Shishio, affronta due volte Kenshin, ma alla fine si rende conto che a sbagliare non è il samurai vagabondo, bensì il suo capo.

#### Anji Yūkyūzan
Anji Yukyuzan (悠久山 安慈?, Yūkyūzan Anji) è un ex monaco buddista che combatte al fianco di Makoto Shishio per distruggere il governo Meiji, che non ha fermato il movimento anti-Buddhista responsabile della distruzione del suo tempio e della morte di cinque orfani a lui affidati. Anji mantiene credenze buddiste e vuole ripulire il mondo dai malvagi, guidato dall'istinto di giustizia. È il terzo guerriero più forte e il più misericordioso delle Dieci Spade, non usando armi ma padroneggiando la tecnica del Doppio colpo (Futae no Kiwami). Ha insegnato questa tecnica a Sanosuke Sagara, che incontra in una foresta. Dopo la morte di Shishio, Anji decide di farsi imprigionare ad Hokkaidō per 25 anni, come forma di penitenza. Watsuki sviluppò Anji prima della pubblicazione di Kenshin, ispirandosi a Shimada Kai e al leader della band "Angie". È doppiato da Yasuyoshi Hara nell'anime del 1996 e da Wataru Hatano in quello del 2023.

#### Hōji Sadojima
Il consigliere di Shishio. Dopo la dipartita del capo, anche lui si toglie la vita.

#### Kamatari Honjō
Kamatari Honjo (本条 鎌足?, Honjō Kamatari) è un guerriero androgino con aspetto femminile, ma è un uomo omosessuale innamorato di Makoto Shishio. Utilizza una falce enorme chiamata Ogama, pesante circa 30 kg, e pratica lo stile Honjo, un'arte marziale della falce. Le sue tecniche speciali includono Midare Benten e Benten Mawashi. Kamatari è un travestito affascinante, ma sa di non poter essere amato da Shishio come lo è da Yumi Komagata o rispettato come Soujiro Seta. Dopo essere stato sconfitto da Kaoru Kamiya e Misao Makimachi, tenta di suicidarsi, ma viene convinto da Chō Sawagejō a vivere per far conoscere il lavoro delle Dieci Spade. La sua creazione deriva da un gioco di parole tra okama (お釜?) (gay) e kama (鎌?) (falce), con ispirazione per il volto da Yui Ikari di Neon Genesis Evangelion. È doppiato da Junko Takeuchi nell'anime del 1996 e da Ayumu Murase in quello del 2023. 

#### Henya Kariwa
È il primo vero avversario di Yahiko. Si libra in volo utilizzando della dinamite.

#### Iwanbō
Un grassone che sembra essere tanto forte quanto tonto. In seguito si rivela essere un seguace di Enishi.

#### Saizuchi
Un vecchietto famoso più per la sua abilità di mediatore loquace piuttosto che come guerriero. Si avvale dell'aiuto di Fuji.

#### Fuji
Il gigante del Juppongatana. Viene affrontato e sconfitto da Seijuro Hiko.

### Saga del Jinchu

#### Gein
Gein è colui che assunse le sembianze di Iwambo. Si tratta di un guerriero che usa le marionette per combattere, risultando inattaccabile e allo stesso tempo devastante. È lui a trarre in inganno tutti creando una sosia di Kaoru.

#### Hyōgo Kujiranami
Un omaccione che ha un solo braccio, poiché anni prima Kenshin gliel'aveva tagliato. Ora utilizza un cannone al posto del braccio.

#### Banjin Inui
È uno degli studenti di Tatsumi, il ninja che tentò di uccidere l'assassino Battosai. Per vendicare la morte del maestro vuole ammazzare Kenshin, ma a sbarrargli la strada ci pensa Sanosuke.

#### Hyōko Otowa
Un altro combattente androgino, dall'aspetto di una drag queen. Utilizza tecniche particolari e molte volte velenosi. Viene sconfitto da Yahiko.

#### Mumyōi Yatsume
Un membro di una famiglia la cui stirpe è stata allenata affinché gli arti del corpo crescessero più lunghi del normale, in modo da avere un vantaggio sugli avversari durante i combattimenti.

### Hu Heishin
Trafficante d'armi di origine cinese, è il numero due dell'organizzazione di Enishi. Nutre dei dubbi verso le azioni del suo capo e tenta in ogni modo di impartigli una lezione, tentando di uccidere Kenshin e privando quindi Enishi della sua vendetta. Heishi viene costantemente scortato da quattro corpulente guardie del corpo, da lui chiamati Sushin. Alla fine della storia, viene malmenato da Enishi, mentre cercava di uccidere Kaoru, e viene successivamente arrestato da Saito.

### Sushin
Sono le quattro guardie del corpo di Heishin: sono quattro gemelli di corporatura massiccia e con sempre la medesima espressione in volto, distinguibili unicamente da alcuni tatuaggi sulle loro teste. Sono in possesso di abilità fisiche sovraumane e combattono contro gli amici di Kenshin. A differenza dei protagonisti della saga, lottano unicamente per soddisfazione personale. I loro nomi sono rispettivamente
- Seiryu:

È il primo dei Sushin a scendere in campo, si distingue per il tatuaggio del Kanji "Seiryu" in mezzo alla fronte e delle scaglie di drago sulle tempie. Utilizza in combattimento un'enorme alabarda e si definisce come il più bravo nel comprendere le tecniche dell'avversario. Combatte con Saito, mettendolo in difficoltà per la prima parte dello scontro, ma viene alla fine sconfitto dal Gatotsu dello Shinsengumi.
- Suzaku:

È riconoscibile dal kanji "Suzaku" scritto in fronte e da un paio di ali tatuate sulle tempie. Come arma usa due spade gemelle e 
combatte riproducendo le tecniche del suo avversario. Combatte con Aoshi, riproducendo fedelmente tutte le sue tecniche, ma alla fine Aoshi lo sconfigge utilizzando il Kempo.
- Byakko:

Terzo Sushin a scendere in campo, si riconosce per il kanji "Byakko" sulla fronte e delle strisce tigrate sulle tempie. È il migliore dei quattro sul confronto ravvicinato e porta due enormi bracciali borchiati ai polsi; solitamente combatte a mani nude, ma in caso di necessità può aprire i suoi bracciali e trasformarli in dei micidiali pugni di ferro. Affronta in combattimento Sanosuke, e riesce in un primo momento a colpirlo ripetutamente, ma viene infine sconfitto da un poderoso Doppio Colpo.
- Gembu:

Ultimo dei Sushin a combattere, è identificabile dal kanji "Gembu" sulla fronte e da due gusci di tartaruga tatuati sulle tempie.
È il più prudente dei suoi fratelli, e lotta usando un bastone snodabile in sei sezioni. È l'avversario di Yahiko. Mette in seria difficoltà l'allievo della scuola Kamiya Kassin, ma la sua eccessiva prudenza lo penalizza e gli fa perdere lo scontro.
I nomi dei Sushin sono ispirati alle Quattro Divinità del Giappone.

### Gli Yaminobu
Gli assassini che attentarono alla vita di Kenshin, traendolo in inganno grazie a Tomoe.

#### Murakami
Il primo degli Yaminabu ad affrontare Kenshin con una doppia katana.

#### Nakajō
Il miglior amico di Hyoko Otowa. Viene sconfitto da Kenshin e per sopperire a ciò si toglie la vita con un'esplosione che fa perdere temporaneamente l'udito a Kenshin.

#### Sumita
Attacca Battosai insieme a Mumyoi con un'ascia. Anch'egli si toglie la vita per arrecare un danno a Kenshin.

#### Tatsumi
Un uomo muscoloso e forte che affronta per ultimo Kenshin e che per poco non riesce ad ucciderlo. Il samurai riesce a sconfiggerlo solo grazie all'aiuto di Tomoe, la quale però perde la vita.

## Altri Personaggi

### Tae Sekihara
La proprietaria del ristorante Akabeko.

### Tsubame Sanjō
La cameriera dell'Akabeko. Si fidanza con Yahiko.

### Uramura
Il commissario di polizia di Tokyo.

### Vecchietto
Un anziano uomo che girovaga tra i vari Rakunin Mura, cioè i rifugi per barboni. Dona preziosi aiuti morali a Kenshin e alla fine si rivela essere il padre di Enishi e Tomoe.

### Megumi Takani
Megumi Takani (高荷 恵?, Takani Megumi) è una dottoressa nata in una famiglia di medici ad Aizu, nota per trattare tutti i pazienti equamente. Dopo aver imparato la medicina occidentale, Megumi lavora per Kanryu Takeda, uno spacciatore di oppio, e viene costretta a produrre una droga chiamata "Spider's Web". In seguito, Megumi si rifugia presso Kenshin e Kaoru dopo essere stata braccata dagli Oniwabanshu. Kenshin la aiuta a redimersi e Megumi diventa un'alleata preziosa, aiutando a curare i feriti e sostenendo Kaoru durante l'assenza di Kenshin. Infine, Megumi decide di tornare ad Aizu per lavorare in un ospedale, continuando a utilizzare le sue abilità mediche per aiutare gli altri. È doppiata in originale da Mika Doi nell'anime del 1996 e da Saori Ōnishi in quello del 2023 mentre in italiano da Dania Cericola in Kenshin il vagabondo: Memorie del passato. 

### Oniwabanshū
Gli Oniwaban sono i protettori del castello di Edo. Vengono tutti uccisi da Kanryu Takeda.

#### Misao Makimachi
La nipote di Okina. Prova oltre che amore, una incommensurabile ammirazione nei confronti di Aoshi.

#### Okina
Lo stereotipo del personaggio anziano nei manga. Amante del gioco e delle belle donne, si rivela essere anche un ottimo combattente.

#### Han'nya
Il più forte degli Oniwaban. Combatte utilizzando il kenpō, e possiede delle lame nascoste, simili ad artigli nei guanti (è ispirato a Wolverine). Porta una maschera da demone del teatro No, che nasconde il volto sfigurato; è il più devoto ad Aoshi. Viene prima sconfitto da Kenshin, e poi sacrifica la sua vita per permenttergli di sconfiggere Kanryu.

#### Hyottoko
Un gigante con una pancia molto prominente. Hyottoko è un esperto di tecniche incendiarie, e combatte sputando fuoco, tramite un otre di olio che porta nello stomaco, incendiato grazie ai suoi denti fatti di pietra focaia; ha anche una forza sovrumana. Cerca, insieme a Beshimi e ad Hanya di riprendere Meguimi dalla palestra Kamiya, ma viene sconfitto da Sanosuke. Si riprende per lo scontro finale, e cerca di fermanre Kanyu, ma viene ucciso.

#### Shikijō
Fisicamente è il più robusto e forte degli Oniwaban. Prima rivela di essere stato una spia di Satstuma, ma viene sconfitto da Aoshi, che gli propone di entrare negli Oniwaban. Il suo corpo è pieno di cicatrici, tanto che Sanosuke lo definisce "straccio rappezzato". Combatte usando un'enorme sfera d'acciaio legata ad una catena, ed ha i muscoli rinforzati con una medicina segreta. Viene affrontato da Sanosuke, di cui Shikijo riconosce le abilità ed invita a entrare negli Oniwaban, prima di venire sconfitto. In seguito accorre in aiuto di Aoshi ed è il primo a sacrificarsi per proteggere il suo capo dalla furia del gatling di Kanryu.

#### Beshimi
Beshimi è il più piccolo e debole degli Oniwaban, e per questo combatte dalla distanza, usando degli hyo, piccoli proiettili spiralati di forma conica, che lancia schioccando le dita. Il suo fisico è molto magro, ha una testa grande e gli occhi da rettile. Beshimi era incaricato della sorveglianza di Megumi, ma quando cerca di catturala dopo che lei era fuggita, viene sconfitto da Kenshin, che gli rompe il naso. Mandato da Aoshi per riprenderla, assiste alla sconfitta di Hyottoko per mano di Sanosuke, e decide di uccidere Megumi, che viene salvata da Yahiko; qui scopriamo che i suoi hyo sono avvelenati. Interviene insieme a Hyottoko nella battaglia finale contro Kanryu e tenta un attacco a sorpresa contro di lui, ma viene falciato dal gatling prima di poter lanciare il suo colpo, e muore davanti ad Aoshi.